# Giuseppe Tomasi di Lampedusa
Giuseppe Tomasi di Lampedusa (23. prosince 1896, Palermo – 23. července 1957, Řím) byl italský spisovatel, známý především díky svému jedinému románu Il Gattopardo (poprvé vydán posmrtně v roce 1958, česky Gepard), jehož děj se odehrává na Sicílii v poslední fázi Risorgimenta. Byl velmi komplexní osobností, povahou uzavřený a samotářský. Sám o sobě napsal: „Jako chlapec jsem miloval samotu, dával jsem přednost společnosti věcí před společností lidí.“ Byl vynikajícím znalcem francouzské, anglické, německé a ruské literatury. Dráhu spisovatele nastoupil teprve v roce 1955, v devětapadesáti letech, pouhé dva roky před svou smrtí.

## Biografie

### Dětství

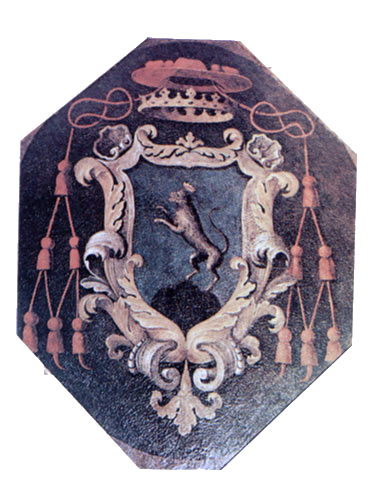
Erb knížat z Lampedusy

GiuseppeTomasi di Lampedusa, celým jménem Giuseppe Maria Fabrizio Salvatore Stefano Vittorio Tomasi di Lampedusa, se narodil 23. prosince 1896 v Palermu. Jeho rodiče byli Giulio Maria Tomasi, kníže di Lampedusa, vévoda di Palma, baron di Montechiaro a baron di Torretta, a jeho choť Beatrice Mastrogiovanni Tasca di Cutò. Pozdější spisovatel Giuseppe Mario všechny šlechtické tituly po otci zdědil, byl tedy titulárním knížetem ostrova Lampedusa. Po smrti své starší sestry na záškrt se Giuseppe stal jedináčkem. Byl si velmi blízký se svou matkou, silnou osobností, která ho velmi ovlivňovala, na rozdíl od otce, jenž byl spíše chladný a odtažitý.
Základního vzdělání se mu dostalo v rodinném paláci v Palermu, kde byl vyučován domácím učitelem pod dohledem matky. Často pobýval u babičky z matčiny strany na panství Santa Margherita Bélice. Knížecí rodina vlastnila také vilu v městě Bagheria, palác v obci Torretta a statek v Reitano. V roce 1911 začal Giuseppe studovat na klasickém lyceu v Římě a maturitu složil později v Palermu na Liceo Garibaldi. Ovládl psanou latinu a řečtinu, hovořil plynně německy, francouzsky a také, což bylo pro Itala té doby výjimečné, anglicky. V pozdějším věku zvládl také španělštinu a ruštinu.

### Válečná zkušenost
Roku 1915 se usadil v Římě, kde započal studium na právnické fakultě. Ještě téhož roku však dobrovolně narukoval do italské armády, bojující na straně Dohody. Sloužil zde jako důstojník dělostřelectva. Při bitvě u Capporetta byl zajat a skončil v zajateckém táboře v Uhrách. Podařilo se mu však uprchnout a vrátit se pěšky do Itálie. Je zajímavé, že tato zkušenost se v jeho pozdější literární tvorbě nijak neprojevila. Po skončení války byl roku 1920 vyřazen z armády v hodnosti poručíka a vrátil se do Palerma.

### Cesty a vztah k fašistickému režimu
Po nervovém zhroucení se vzdal svých plánů na diplomatickou kariéru. Dalších několik let strávil na cestách po Evropě buď sám nebo jako doprovod své matky. Oblíbil si především Anglii; jak zemi, tak i její kulturu a literaturu.
Tomasi měl odmítavý názor na italský fašistický režim. Protože však veřejně nevystupoval a často byl mimo zemi, nebyl pro své postoje pronásledován.

### Manželství

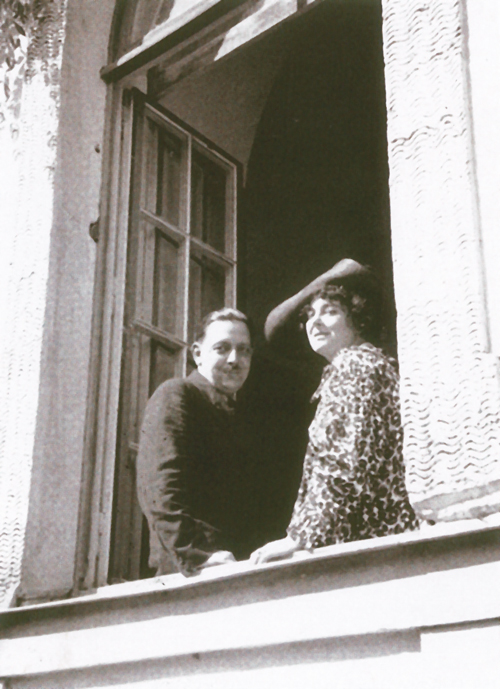
Giuseppe a Licy na zámku Stomersee, 1931

Roku 1925 navštívil Giuseppe Tomasi v Londýně svého strýce Petera Tomasi di Lampedusa, italského velvyslance ve Velké Británii. Zde se seznámil s jeho nevlastní dcerou, o dva roky starší lotyšskou baronkou Alexandrou Wolff von Stomersee, přezdívanou "Licy", studentkou psychologie a budoucí významnou psychoanalytičkou. V roce 1932 se s ní Giuseppe Tomasi oženil v pravoslavném chrámu v Rize. Manželé nejprve bydleli v Palermu s Tomasiho matkou, ale neshody mezi oběma ženami donutily Alexandru k návratu do Lotyšska. Manželé poté žili prakticky odděleně, kromě letních měsíců, které pravidelně trávili v Lotyšsku na zámku Stāmeriena (německy Stomersee), jenž patřil rodině Alexandry. To trvalo až do roku 1939, kdy po anexi Lotyšska Sovětským svazem byly zámek a celé panství zabaveny.

### Kníže z Lampedusy

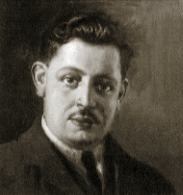
Portrét knížete z Lampedusy z roku 1936

Po otcově smrti v roce 1934 zdědil Giuseppe Tomasi majetek i titul knížete z Lampedusy (Principe di Lampedusa), ačkoliv ostrov Lampedusa jeho rodu ve skutečnosti již řadu generací nepatřil. Rod měl však v držení různé statky na Sicílii.
Po vypuknutí druhé světové války byl Tomasi di Lampedusa v roce 1940 znovu povolán do armády. V roce 1942 byl však propuštěn, oficiálně proto, aby se mohl věnovat správě rodinných statků. Možná však byl shledán "podezřelým" kvůli svým zahraničním stykům. Na jaře 1943 byl při spojeneckém náletu zničen rodový palác v Palermu. Tato událost pro něj znamenala hluboký otřes a je zmiňována i v několika jeho dílech. Tomasi nakonec nalezl útočiště u svého bratrance, básníka Lucia Piccola. V jeho domě ve městě Capo d'Orlando pak se svou matkou a manželkou přečkal poslední válečné události na italské půdě.
Po matčině smrti roku 1946 se Tomasi di Lampedusa vrátil se svou ženou do Palerma, kde zakoupili dům na Via Butera. Několik let pracoval jako prezident Mezinárodního červeného kříže na Sicílii. Spojenecká vojenská správa ho respektovala jako antifašistu a schopného administrátora.
Od roku 1953 byl ve styku s malým okruhem mladých intelektuálů. Jedním z nich byl hudební vědec a umělecký vedoucí opery San Carlo v Neapoli Gioacchino Lanza, kterého pak v roce 1956 Giuseppe Tomasi adoptoval jako svého syna.
Tomasi di Lampedusa také pořádal soukromé lekce angličtiny a anglické literatury, původně určené pro jediného člena tohoto kroužku Francesca Orlanda, pozdějšího literárního kritika a spisovatele.
V roce 1957 byla Tomasimu diagnostikována rakovina plic. Zemřel 23. července 1957 v domě svých příbuzných v Římě, kde podstupoval léčbu. Byl pohřben na kapucínském hřbitově v Palermu.

## Spisovatelská činnost

### RománGepard(Il gattopardo)
Již v roce 1938 Lampedusa uvažoval o základní ideji svého stěžejního díla, kterým se až po mnoha letech stal román Gepard (Il gattopardo). V původní představě mělo jít o vylíčení jednoho dne sicilského knížete v době vylodění Giuseppe Garibaldiho v roce 1860. Tato myšlenka však zůstala dlouho nenaplněna.
V roce 1954, na pozvání Eugenia Montaleho, odcestoval se svým bratrancem Luciem Piccolem na literární konferenci do známého lázeňského města San Pellegrino Terme, kde Piccolo převzal cenu za svou sbírku básní. Tento bratrancův úspěch dodal Lampedusovi odvahu. Později napsal jednomu příteli, že když dokázal Lucio získat cenu, „...protože nejsem o nic hloupější, sedl jsem ke stolu a napsal román.“ Strojopis románu byl dokončen v červnu 1956, na jaře následujícího roku 1957 však Lampedusa dílo vlastnoručně přepsal do definitivní podoby. Nejprve zaslal rukopis do nakladatelství Mondadori, kde byl však odmítnut. Pak Tomasi poslal román spisovatelce a překladatelce Eleně Croceové, mezitím začal pracovat na novém románu Slepá koťata. Ve své definitivní podobě popisuje román Gepard i zánik Království obojí Sicílie v roce 1861 po ovládnutí země sjednocující se Itálií.
Vydání Geparda se však Giuseppe Tomasi di Lampedusa nedožil. Po jeho smrti zaslala Elena Croceová rukopis Giorgiovi Bassanimu, který byl románem nadšen a zasadil se o jeho vydání v nakladatelství Feltrinelli. Tam poprvé vyšel roku 1958. V roce 1959 Tomasi di Lampedusa posmrtně získal za román nejvýznamnější italskou literární Cenu Strega.
Podle románu Gepard natočil v roce 1963 stejnojmenný film režisér Luchino Visconti. Tento italský tvůrce, který sám pocházel z významného šlechtického rodu, dokázal filmovými prostředky vystihnout atmosféru pozdní fáze Risorgimenta, které probíhalo zhruba v letech 1815 až 1870 na Sicílii. V obsazení filmu vynikli americký herec Burt Lancaster (kníže Salina), Claudia Cardinalová (krásná Angelica) a Alain Delon (synovec Tancredi). Na Filmovém festivalu v Cannes 1963 obdržel tento film nejvyšší cenu Zlatou palmu.

### Ostatní próza
Místa mého dětství (I luoghi della mia prima infanzia)
Tomasiova prvotina, ovlivněná Stendhalem a Marcelem Proustem. Námětem jsou náčrty z autorova dětství. Některé její části slouží jako předobraz v románu Gepard.
Ligeia
Poetická novela o starém profesoru řečtiny, který se v mládí setkal s nesmrtelnou Sirénou.
Radost a zákon (La gioia e la legge)
Krátká povídka ze života drobného úředníka, odehrávající se během vánočních svátků.
Pachtýřovo jitro (Il mattino di un mezzadro)
První kapitola nedokončeného románu Slepá koťata (I gattini ciechi), navazuje na děj románu Gepard. Tématem je vzestup rodiny Ibbů, dravé venkovské buržoazie, a její protivník, upadající palermská aristokracie.

## Vydaná díla
- Il Gattopardo, Feltrinelli, Miláno 1958.
- Racconti, Feltrinelli, Miláno 1961.
- Lezioni su Stendhal, Sellerio, Palermo 1977.
- Invito alle Lettere francesi del Cinquecento, Feltrinelli, Miláno 1979.
- Il mito, la gloria, Shakespeare & Company, editoval Marcello Staglieno, Řím 1989.
- Letteratura inglese, 2 voll., Arnoldo Mondadori Editore, Miláno 1990–1991.
- Viaggio in Europa. Epistolario 1925-1930, Mondadori, Miláno 2006.

### Česká vydání
- Gepard, SNKLU, Praha 1963, přeložil Jaroslav Pokorný
- Ligeia a jiné prózy, Odeon, Praha 1989, přeložil Jiří Pelán